# Soccer (jeu vidéo)
Pour les articles homonymes, voir Soccer (homonymie).
Soccer (サッカー, Sakkā) est un jeu vidéo de football développé par Intelligent Systems et édité par Nintendo. Il est sorti sur Nintendo Entertainment System en 1985.

## Commercialisation
Il est également possible de jouer à ce jeu dans Animal Crossing sur GameCube. Le jeu fait aussi partie des vingt jeux disponibles aux abonnés du Nintendo Switch Online au lancement du service le 19 septembre 2018,.